# Jérôme Jault
Jérôme Jault (* 20. května 1983) je bývalý francouzský sportovní šermíř, který se specializoval na šerm fleretem. Francii reprezentoval v prvním desetiletí jednadvacátého století. V roce 2005 obsadil třetí místo na mistrovství Evropy v soutěži jednotlivců. S francouzským družstvem fleretistů vybojoval v roce 2005 a 2008 třetí místo na mistrovství Evropy.